# Plocoglottis longicuspis
Plocoglottis longicuspis är en orkidéart som beskrevs av Johannes Jacobus Smith. Plocoglottis longicuspis ingår i släktet Plocoglottis och familjen orkidéer. Inga underarter finns listade i Catalogue of Life.